# Grattacieli più alti del Marocco
Questa è una lista degli edifici più alti in Marocco in base all'altezza ufficiale.

## Elenco

### Esistenti
| Rank | Nome                          | Altezza m (ft)     | Piani | Anno | Città      | Note |
| ---- | ----------------------------- | ------------------ | ----- | ---- | ---------- | ---- |
| 1    | Casablanca Finance City Tower | 136 metri (446 ft) | 25    | 2019 | Casablanca |      |
| 2    | Twin Center Casablanca        | 115 metri (377 ft) | 28    | 1999 | Casablanca |      |
| =    | Twin Center Casablanca        | 115 metri (377 ft) | 28    | 1999 | Casablanca |      |
| 4    | Sofitel Hotel Casablanca      | 95 metri (312 ft)  | 24    | 2011 | Casablanca |      |
| 5    | Tour Habous                   | 94 metri (308 ft)  | 20    | 1974 | Casablanca |      |
| 6    | Maroc Telecom HQ              | 91 metri (299 ft)  | 20    | 2012 | Rabat      |      |
| 7    | Tour Atlas Casablanca         | 80 metri (260 ft)  | 20    | 1971 | Casablanca |      |
| 8    | Novotel Hotel Casablanca      | 80 metri (260 ft)  | 19    | 2007 | Casablanca |      |
| 9    | Immeuble Liberté              | 78 metri (256 ft)  | 18    | 1951 | Casablanca |      |

### In costruzione
| Rank | Nome                     | Altezza m (ft)     | Piani | Anno | Città      | Note        |
| ---- | ------------------------ | ------------------ | ----- | ---- | ---------- | ----------- |
| 1    | Mohammed VI Tower        | 250 metri (820 ft) | 55    | 2022 | Salé       | [ 1 ]       |
| 2    | Tour BCP                 | 120 metri (390 ft) | 29    | 2021 | Casablanca | [ 2 ]       |
| 3    | Tour ANP Casablanca      | 105 metri (344 ft) | 25    | 2021 | Casablanca | [ 3 ] [ 4 ] |
| 4    | Capital Tower Casablanca | 80 metri (260 ft)  | 21    | 2022 | Casablanca | [ 5 ]       |

### In progettazione
| Rank | Nome                         | Altezza m (ft)       | Piani | Città      | Note            |
| ---- | ---------------------------- | -------------------- | ----- | ---------- | --------------- |
| 1    | Al Noor Tower                | 540 metri (1 770 ft) | 114   | Casablanca | [ 6 ]           |
| 2    | Sand Tower                   | 450 metri (1 480 ft) | 77    | Merzouga   | [ 7 ]           |
| 3    | Forom Elite Tower            | 201 metri (659 ft)   | 51    | Casablanca | [ 8 ]           |
| 4    | Othmane Benjelloun Bouregreg | 200 metri (660 ft)   | 65    | Rabat      | [ 9 ]           |
| 5    | Casablanca Trade Center      |                      | 60    | Casablanca | [ 10 ]          |
| 6    | FinanceCom Complex           | 199 metri (653 ft)   | 33    | Casablanca | [ senza fonte ] |
| 7    | JW Marriott Hotel            | 167 metri (548 ft)   | 42    | Casablanca | [ 11 ]          |
| 8    | La Tour Casa Nearshore       | 160 metri (520 ft)   | 44    | Casablanca | [ 12 ]          |
| 9    | Atlantic Tower               | 150 metri (490 ft)   | 37    | Casablanca | [ senza fonte ] |